# Torridincolidae
Torridincolidae je vývojově nejmladší čeleď brouků z podřádu řasožraví (Myxophaga), zahrnuje 34 druhů (počet není ustálen) v 7 rodech. Jsou menší než 2 mm.

Všechny druhy žijí ve vodním prostředí, buď v proudicí vodě s ponořeným rostlinstvem nebo na vodou skrápěných kamenech v peřejích potoků porostlých vláknitými řasami, kterými se dospělci i larvy živí. 

Brouci jsou štíhlí s prodlouženou předohrudí (prothoraxem) a mají 4 bříšní destičky (ventrity). Tykadla jsou 9 článková. 

Příslušníci rodu Delevea opylují vodní rostliny čeledi nohonitcovité – Podostemaceae Richard, 1822.

## Taxonomie
- Podčeleď Deleveinae Endrödy-Younga, 1997
  - Rod Delevea  Reichardt, 1976 – Jižní Afrika
    - Delevea bertrandi  Reichardt, 1976
    - Delevea namibensis  Endrödy-Younga, 1997

  - Rod Satonius  Satô, 1982 – Čína, Japonsko
    - Satonius kurosawai  Satô, 1982
    - Satonius schoenmanni  Schönmamn, Komárek et Wang, 2008
    - Satonius stysi  Hájek et Růžička, 2008
    - Satonius wangi  Wang, 2008

- Podčeleď Torridincolinae Steffan, 1964
  - Rod Claudiella  Reichardt et Vanin 1976 – Jižní Amerika
    - Claudiella ingens  Reichardt et Vanin, 1976

  - Rod Incoltorrida  Steffan, 1973 – Madagaskar
    - Incoltorrida madagassica  Steffan, 1973

  - Rod Hintonia  Reichardt 1973 (=Iapir  Py-Daniel, da Fon et Barbo, 1993) – Jižní Amerika
    - Hintonia borgmeieri  Reichardt et Costa, 1961
    - Hintonia britskii  Reichardt et Costa, 1967
    - Hintonia castalia  Reichardt, 1973
    - Hintonia trombetensis  Fonseca, Py-Daniel et Barbosa, 1991

  - Rod Torridincola  Stephan, 1964 – Centrální a Jižní Afrika
    - Torridincola congolesica  Steffan, 1973
    - Torridincola natalesica  Steffan, 1973
    - Torridincola rhodesica  Steffan, 1964

  - Rod Ytu  Reichardt 1973 – Jižní Amerika
    - Ytu angra  Reichardt et Vanin, 1977
    - Ytu artemis  Reichardt, 1973
    - Ytu athena  Reichardt, 1973
    - Ytu brutus  Spangler, 1980  [1]
    - Ytu cleideae  Vanin, 1991
    - Ytu cupidus  Reichardt, 1973
    - Ytu cuyaba  Reichardt et Vanin, 1977
    - Ytu demeter  Reichardt, 1973
    - Ytu godayi  Reichardt et Vanin, 1977
    - Ytu hephaestus  Reichardt, 1973
    - Ytu itati  Reichardt et Vanin, 1977
    - Ytu mirandus  Reichardt et Vanin, 1977
    - Ytu mirim  Reichardt et Vanin, 1977
    - Ytu morpheus  Reichardt, 1973
    - Ytu phebo  Reichardt, 1973
    - Ytu reichardti  Vanin, 1978
    - Ytu yaguar  Reichardt et Vanin, 1977
    - Ytu ysypo  Reichardt et Vanin, 1977
    - Ytu zeus  Reichardt, 1973